# عبد الوهاب العثمان
النوخذة عبد الوهاب عبد العزيز العثمان، ولد عام 1905 بالحي القبلي فريج العثمان وتلقى تعليمه لدى الكتاتيب ، برع في علوم البحر المختلفة والادوات المستخدمة في القياس.
وفي عام 1344هـ (1925م) وعندما أتم الواحدة والعشرين من عمره أصبح نوخذة مستقلاً حيث تسلم قيادة السفينة «تيسير» وظل قائدا لها إحدى عشرة سنة كاملة، وقد ابحر بهذه السفينة إلى معظم موانئ ساحل الهند الغربي، مما جعلها أشهر خشب الكويت.
له الكثير من أعمال الخير من بناء مساجد ومدارس داخل الكويت وخارجها.
توفي سنة 1987 أثناء تأديته لمناسك العمرة.